# Hemilutjanus macrophthalmos
Hemilutjanus macrophthalmos (ojo de uva o apañado) es una especie monotípica de pez marino del orden Perciformes, que se encuentra en el océano Pacífico Oriental, en las costas de Chile y de Perú, así como en las ecuatorianas islas Galápagos. 
Es la única especie de la familia Hemilutjanidae y del género Hemilutjanus.

## Descripción
Hemilutjanus macrophthalmos tiene una forma típica de perca con un cuerpo compacto, aplanado lateralmente y una cabeza y boca grandes. Es de color marrón, la mitad inferior del cuerpo es más clara que la mitad superior. Una franja oscura corre a lo largo de la línea lateral completamente formada. Las escamas son pequeñas. El borde exterior del preopérculo es aserrado. La aleta caudal está indentada. La aleta dorsal está sostenida por diez espinas y diez a once rayos blandos. La aleta anal tiene tres espinas y nueve rayos suaves. Hemilutjanus macrophthalmos puede alcanzar una longitud máxima de 50 cm y un peso de 1,7 kg.

## Hábitat
Hemilutjanus macrophthalmos vive a profundidades de 10 a 55 metros en costas con rocas verticales sobre suelos arenosos o de piedra. Durante el fenómeno de El Niño, los peces se refugian en las capas más profundas del agua. Se alimentan de pequeños peces y crustáceos.

## Sistemática
La especie fue descrita científicamente por primera vez en 1846 por el naturalista suizo Johann Jakob von Tschudi bajo el nombre científico Plectropoma macrophthalmos. En 1876, el ictiólogo holandés Pieter Bleeker introdujo el género Hemilutjanus (mitad Lutjanus) para la especie, que se ha mantenido monotípico hasta nuestros días. El ictiólogo G. David Johnson determinó en 1984 que la especie no puede ser un pargo (Lutjanidae) y la colocó como incertae sedis en el suborden Percoidei. Hemilutjanus macrophthalmos se encontraba temporalmente en la subfamilia de los meros (familia Serranidae). A principios de marzo de 2020, la familia monotípica Hemilutjanidae finalmente se introdujo para la especie.

## Importancia económica y cultural
En Perú, la especie Hemilutjanus macrophthalmos es comúnmente conocida como ojo de uva en donde es un pez apreciado desde los tiempos prehispánicos por las culturas de la costa norte. Se encuentra en todo el litoral peruano, pero es abundante en las aguas cálidas de los departamentos de Tumbes, Piura y Lambayeque. En la gastronomía peruana se consume generalmente al vapor o en sudados.

## Nombres comunes
- Apañado, panyagua (Chile)[7][8]